# 马程
馬程（1965年12月—），號半個僧、醉僧，别署牛首山人，祖籍安徽怀远，生于江西德兴，現居住于南京，中华人民共和国畫家。任中国画家协会理事，江苏省书法家协会会员，江苏省花鸟画研究会会员，中国美术研究院研究员，南京尚宝画院山水画研究院副院长，南京美术家协会会员，意大利艺术研究院教授，巜艺苑》编辑等

。

## 艺术特色
擅長水墨山水畫，又不斷創新，在景德鎮的瓷器上創作藝術作品，經燒製後成形，具有獨特的觀賞性和藝術價值。

## 作品
著名作品有《寫意蝦》、《当代中国书画名家——马程青花瓷作品集》、《怎样画虾》等。

## 入展历史
- 1994年    入展“神龙杯”中国水墨画大展   浙江
- 1995年    入展“华夏书画爱心系全国城运会书画展” 江苏省美术管
- 1996年    “获中国书画文库作品集”一等奖     南京博物院
- 1997年    入展庆祝“唐山解放55周年暨现代名人全国书画邀请展”并被唐山市政府授予“德艺双馨艺术家”称号
- 1999年    《大河春天》第五届中国山水书画展并获创新奖 郑州
- 2001年     入展“金陵风书画展”        南京美术管
- 2002年    入展“江苏省第六届新人书画篆刻作品展   江苏省美术管
- 2008年3月   “抗雪灾全国书画捐赠义拍”  浙江广源拍卖
- 2008年5月   “情系汶川抗震救灾捐赠义拍”  中国美协
- 2008年7月   嘉德在线书画拍卖   北京
- 2008年10月  入展“和谐中华”首届全国书画作品展  山西文艺大厦
- 2008年10月  入展“走进广东友和杯第六届海峡两岸书画大展” 广东
- 2008年11月  翰墨浓情系汶川——第三届蓝天使艺术品慈善拍卖会     珠海
- 2009年3月   嘉德大众收藏拍卖会    北京
- 2009年6月   纪念孙中山先生——海峡两岸书画展     南京
- 2009年10月  入展“中国书画印大展”   上海
- 2009年10月 《中国网络美术馆首届长卷作品推荐展》  北京
- 2009年11月  入展“第六届当代中国山水画展”    郑州
- 2009年12月  当代中国书画专场拍卖会    南京
- 2010年1月   三千年国拍迎春拍卖会      北京
- 2010年1月   艺海雅趣迎春拍卖会        北京
- 2010年11月  “爱我中华——自助百万空巢老人关爱志愿者服务行动”捐赠    中国美协
- 2011年5月  江苏省希望工程捐赠作品     南京
- 2012年10月  水墨山水画作品展       南京
- 2012年12月  “爱心会第五届艺术品慈善拍卖会” 珠海
- 2013年10月   水墨画作品展          南京
- 2012年12月  “爱心会第七届艺术品慈善拍卖会”    珠海
- 2014年8月   “清风徐来口子窖全国扇面书画名家邀请展” 池州
- 2015年1月   “水墨青花瓷作品展”   景德镇
- 2015年2月  “2015年南京市美术家协会迎春画展”南京市美术馆
- 2015年6月  “爱心会第十届艺术品慈善拍卖会” 珠海
- 2015年7月  “2015年江苏纪念抗日战争和世界反法西斯战争胜利七十周年优秀花鸟画作品展”    江苏省现代美术馆
- 2015年8月“马程青花瓷作品展”  南京桃叶渡艺术馆
- 2015年9月 “胜利之歌 . 南京市中国画作品展”  南京市美术馆
- 2015年12月“爱心会第十一届艺术品慈善拍卖会”    珠海
- 2016年1月 “2016江苏省优秀花鸟画迎春作品邀请展”  南京
- 2016年1月 “南京市美术家协会迎春中国画作品展”南京市美术馆
- 2016年1月   马程水墨青花瓷作品展     南京雅集美学空间
- 2020年7月  马程︱借古开今——当代中国画60家笔墨研究观摩展<ref> （页面存档备份，存于）
- 2021年11月 马程|水墨薪传 --- 当代学术名家小品交流展<ref> （页面存档备份，存于）
- 2021年12月 马程||艺道探微--中国画名家小品日历典藏<ref> （页面存档备份，存于）
- 2021年12月 壬寅2022年艺术名家精品日历赏析——马程 <ref> （页面存档备份，存于）
- 2022年1月 马程/澡雪精神：庆祝第24届冬奥会中国画24家学术邀请展 <ref> （页面存档备份，存于）

## 作品賞鑑
| 潑墨畫 | 荷花 |
| ------ | ---- |
|        |      |